# Fabián Espíndola
Edgar Fabián Espíndola (Merlo, 4 mei 1985) is een Argentijns voetballer die bij voorkeur als aanvaller speelt. Hij verruilde in 2014 New York Red Bulls voor DC United.

## Clubcarrière
Espíndola startte zijn carrière in 2005 bij Boca Juniors uit Argentinië. Hij speelde daar zes competitiewedstrijden, waarin hij één doelpunt maakte, waarna hij tekende bij Talleres. Daar maakte hij in dertien competitiewedstrijden één doelpunt. Vervolgens speelde hij korte periodes bij Aucas en Deportivo Quito, beide uit Ecuador.
Op 17 augustus 2007 tekende hij bij het Amerikaanse Real Salt Lake. Op 18 augustus 2007 maakte hij tegen Chicago Fire zijn competitiedebuut. Elf dagen later maakte hij tegen Kansas City Wizards zijn eerste doelpunt voor Real Salt Lake. Op 6 september 2008 dacht hij tegen Los Angeles Galaxy gescoord te hebben. Het doelpunt werd echter vanuit buitenspelpositie gemaakt en werd niet geteld. Espíndola had dit niet meteen door en vierde zijn doelpunt met een backflip waarbij hij geblesseerd raakte aan zijn enkel waardoor hij acht weken niet kon spelen. Real Salt Lake besloot niet verder te gaan met Espíndola en in januari van 2009 verliet hij de club.
Espíndola tekende vervolgens bij het Venezolaanse Deportivo Anzoátegui waar hij drie doelpunten in vijf wedstrijden maakte. In april van 2009 keerde Espíndola alweer terug bij Real Salt Lake en won met het team in dat jaar de MLS Cup. In 2011 had hij zijn meest productieve seizoen. Hij speelde in zevenentwintig competitiewedstrijden waarin hij tien doelpunten maakte en drie assists gaf. Het jaar daarop speelde hij in dertig competitiewedstrijden waarin hij negen doelpunten maakte en zeven assists gaf. Op 3 december 2012 werd Espíndola samen met ploeggenoot Jamison Olave naar New York Red Bulls gestuurd. Op 3 maart 2013 maakte hij tegen Portland Timbers zijn debuut. De wedstrijd eindigde in een 3-3 gelijkspel waarin Espíndola twee doelpunten voor zijn rekening nam. Op 27 juli 2013 schoot Espíndola twee penalty's binnen om zo met New York met 4-3 van zijn voormalige team Real Salt Lake te winnen. In zijn eerste, en meteen ook laatste, seizoen voor New York Red Bulls speelde hij in achtentwintig wedstrijden waarin hij negen doelpunten maakte en twee assists gaf. Op 18 december 2013 werd hij door DC United gekozen in de 'MLS Re-Entry Draft'. Daar maakte hij op 9 maart 2014 tegen Columbus Crew zijn debuut. Espíndola kende er in zijn eerste seizoen met elf doelpunten en negen assists zijn beste seizoen in de Major League Soccer tot dan toe.